# مدیریت سرمایه بلندمدت
مدیریت سرمایه بلند مدت L.P. (LTCM) یک شرکت مدیریت پوشش ریسک [۱] مستقر در گرینویچ، کانکتیکات بود که از استراتژی‌های تجاری بازده مطلق ترکیب شده با اهرم مالی بالا استفاده می‌کرد. LTCM در سال ۱۹۹۴ توسط جان دبلیو مریوتر، معاون پیشین و رئیس معاملات اوراق بهادار بانک برادران سالومون، تأسیس شد. اعضای هیئت مدیره LTCM شامل میرون اس. اسکولز و رابرت سی. مرتون بودند که در سال ۱۹۹۷ جایزه یادبود نوبل در علوم اقتصادی را برای کشف «روش جدیدی برای تعیین ارزش مشتقات» به اشتراک گذاشتند.[۲]
این صندوق در ابتدا با بازگشت سالانه بیش از ۲۱٪ (پس از کسر هزینه) در اولین سال خود، ۴۳٪ در سال دوم و ۴۱٪ در سال سوم موفق بود. در سال ۱۹۹۸ در کمتر از چهار ماه ۴٫۶ میلیارد دلار در پی بحران مالی ۱۹۹۷ آسیا و بحران مالی ۱۹۹۸ روسیه از دست داد. صندوق پوشش ریسک شرکت بنام پرتفولیو سرمایه گذاری بلند مدت .L.P در اواخر دهه ۱۹۹۰ سقوط کرد که منجر به توافقی در ۲۳ سپتامبر ۱۹۹۸ در میان ۱۴ مؤسسه مالی [۳] شامل Bankers Trust , Barclays , Chase Manhattan Bank , Crédit Agricole، اعتبار سوئیس اول بوستون، دویچه بانک، گلدمن ساکس، جی پی مورگان، مریل لینچ، مورگان استنلی، پاریباس، سالومون اسمیت بارنی، سوسیته ژانرال و یو بی سی، برای یک کمک هزینه ۳٫۶ میلیون دلاری تحت نظارت فدرال رزرو شد. این صندوق در اوایل سال ۲۰۰۰ منحل شد.[۴]